# Joaquín Redo y Balmaceda
Joaquin Redo y Balmaceda (Victoria de Durango, Durango, 1833-Mazatlán, Sinaloa, 13 de mayo de 1904)  fue un prominente empresario y político sinaloense. Durante los últimos años del siglo XIX, gran parte del Porfiriato, tuvo gran éxito empresarial y sus importantes relaciones políticas lo convirtieron en uno de los hombres más ricos e influyentes del estado de Sinaloa.

## Vida personal y familia
Joaquin Redo y Balmaceda nació en el año de 1833 en Victoria de Durango, Durango. Fue hijo de Diego Redo, dueño de una importante casa comercial en la ciudad de Victoria de Durango, y de Francisca Balmaceda. Siendo muy joven se trasladó a  Culiacán, donde conoció a Alejandra de la Vega, su futura esposa, hija de una familia muy poderosa política y empresarialmente.
Del matrimonio de Joaquín Redo y Alejandra de la Vega, resultaron cuatro hijos: Joaquín, Alejandro, Beatriz y Diego; este último, gobernador de Sinaloa durante los últimos dos años del porfiriato, del 27 de septiembre de 1909 al 2 de junio de 1911. 
Murió de una pulmonía el 13 de mayo de 1904 en su casona de descanso en Mazatlán. Diego Redo de la Vega se quedó al frente de la empresa "Redo y Compañía" tras la muerte de su padre. Las buenas relaciones de Joaquín Redo con Francisco Cañedo, Porfirio Díaz, Ramón Corral y José Yves Limantour, le favorecieron para continuar con la hegemonía de los Redo en el centro de Sinaloa.

## Vida empresarial
“Gracias a sus amistades se abrió exitosamente camino en los negocios, además de sus intereses en la industria de transformación y en el comercio; fue adentrándose en la minería, transportes marítimos y se convirtió en propietario de fincas rústicas y urbanas”.

### Haciendas azucareras

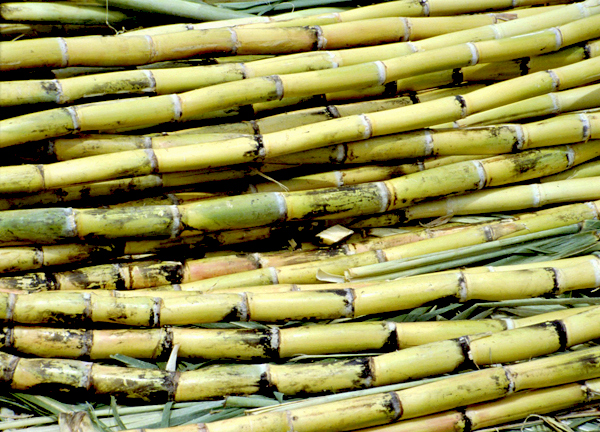
La explotación de la caña de azúcar fue una base importante de los negocios de Joaquín Redo y Balmaceda

A finales del siglo XIX, existían en Sinaloa, condiciones favorables para el desarrollo de las haciendas azucareras; Era la etapa del porfiriato y había una creciente demanda interna de azúcar. En los Estados Unidos se había abolido la esclavitud, lo que afectó la producción de azúcar de aquel país. Además, el sector económico agrícola recibía mucho apoyo del general Francisco Cañedo, gobernador del Estado 
En 1878, Joaquín Redo y Balmaceda formó la Aurora, una zona integrada por extensiones de tierras compradas por Redo desde 1873 en el oriente de Culiacán. Ahí, instaló la primera fábrica de azúcar en Sinaloa, equipada con maquinaria moderna importada desde Estados Unidos.
El 28 de marzo de 1900 se colocó la primera piedra de lo que sería el ingenio azucarero “Eldorado” el cual fue el segundo ingenio azucarero de la familia Redo en Culiacán, se ubicaba en la población de Eldorado. El 16 de agosto de 1902, Joaquín Redo y sus hijos Diego y Alejandro, fundaron la sociedad colectiva mercantil "Redo y Compañía", cuyo capital social ascendió a 210 mil pesos.

### Otros negocios
Gracias a su matrimonio con Alejandra de la Vega, Redo y Balmaceda se convirtió en propietario de la fábrica textil de la familia De la Vega. Junto con su esposa conformaron un capital social de 125 mil pesos. Tras la muerte de su suegro, cambió el nombre de la fábrica a "El Coloso".
En 1866 Joaquín Redo, junto con algunos socios, fundó en Mazatlán la casa comercial Torre de Babel, que vendía tanto artículos nacionales como extranjeros.
En 1868, compró la fundición de Sinaloa
En 1888 firmó un contrato con la Secretaría de Guerra y Marina, para la construcción de un arsenal y una fábrica de armas y calderas.

## Política
En el año de 1876 fue elegido  como gobernador de Sinaloa el general Francisco Cañedo. Joaquín Redo y Balmaceda financió gran parte de su campaña, su amistad con él, así como los estrechos lazos familiares del gobernador con los De la Vega, fueron de gran importancia para que Redo ocupara un puesto político a nivel federal; fue senador durante 30 años por Sinaloa; lo que duró el gobierno de Francisco Cañedo en el Estado. Además, esto le posibilitó consolidar buena amistad con Porfirio Díaz, presidente de la república. 
Era amigo íntimo del general Porfirio Díaz, Manuel González, José Yves Limantour, Ramón Corral y Francisco Cañedo, con lo que logró posicionarse como un hombre poderoso en Sinaloa.

## Hacienda Eldorado y los Redo

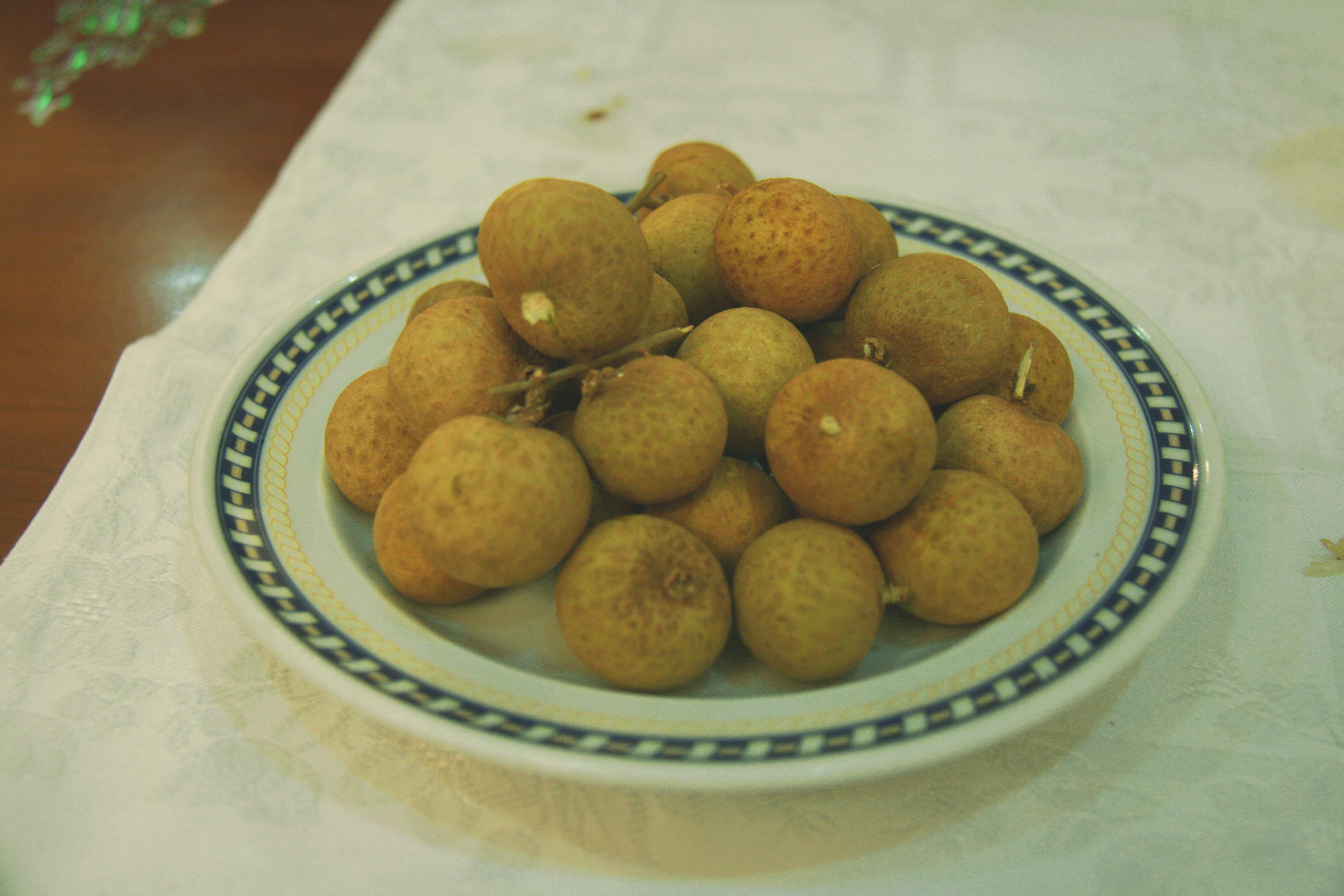
Los lichis o naranjas chinas se dan muy bien en Eldorado y se consideran un legado de Joaquín Redo a la economía de la región

El legado que dejó Joaquín Redo a la población de Eldorado  fue vital para su desarrollo. La población se benefició enormemente de la hacienda azucarera de la familia y sus negocios pues estos daban trabajo a los habitantes, además de las obras que realizaban en beneficio de la comunidad.
Los hijos de Joaquín Redo: Diego, Alejandro y Joaquín recibieron en la hacienda “Eldorado” a importantes personas a nivel mundial de inicios y mediados del siglo XX como: Juan de Borbón, noble español, John Wayne, actor estadounidense y Jimmy Carter, expresidente estadounidense, entre otros. 
El lichi, fruto de origen chino, fue sembrado por primera vez en México en la hacienda de los Redo, se dice que la primera planta de lichi sinaloense fue obsequiada por trabajadores chinos a Diego Redo a principios del siglo XIX, como agradecimiento por recibirlos en su hacienda.
Actualmente, la cosecha de lichi en Eldorado, por productores locales, es parte importante de la economía de la región.